# P. K. Mahanandia
Pradyumna Kumar Mahanandia (né en 1949 à Athmallik, Odisha en Inde), généralement appelé docteur P.K. Mahanandia, est un artiste suédois d'origine indienne (dalit) célèbre pour son voyage sur un vélo d'occasion de plusieurs milliers de kilomètres, de New Delhi à Göteborg, en 1977, pour retrouver l'amour de sa vie, Charlotte von Schedvin.

## Enfance et formation
Mahanandia est né en 1949 dans une famille de tisserands parlant l'odia, dans le village de Kandhapada au cœur de la région d'Angul. Il a fréquenté le lycée Mahendra à Athmallik et a ensuite intégré l'université de Visva-Bharati pour y étudier l'art. Malgré son admission à cette école, il lui est devenu impossible de payer ses frais de scolarité et a dû retourner chez lui.[réf. nécessaire] Il rejoint plus tard l'université gouvernementale (College) d'Art et d'Artisanat de Khallikote pour y étudier l'art. Pour poursuivre sa quête et son désir d'étudier l'art, il intègre finalement le College of Art de Delhi (en) pour y étudier les beaux-arts en 1971.

## Portrait et rencontre avec Charlotte von Schedvin
Durant ses études au Delhi College of Art, il devient célèbre dans l'art du portrait après avoir dessiné le portrait d'Indira Gandhi. Il demande par la suite aux autorités la permission de s'asseoir sous la fontaine sacrée de Connaught Place à New Delhi pour y dessiner des portraits. Il peint notamment des touristes, promettant un portrait en dix minutes. C'est là qu'il rencontre, le 17 décembre 1975, Charlotte von Schedvin, une Suédoise étudiante à Londres qui est venue visiter l'Inde en suivant le Hippie trail. Très rapidement, ils tombent amoureux l'un de l'autre, vont dans le village de P.K. Mahanandia et se marient lors d'une cérémonie traditionnelle, en janvier 1976. Peu de temps après, Charlotte von Schedvin doit retourner vivre en Suède et les deux amoureux restent en contact par lettres pendant plus d'un an.

## Voyage de l'Inde à la Suède

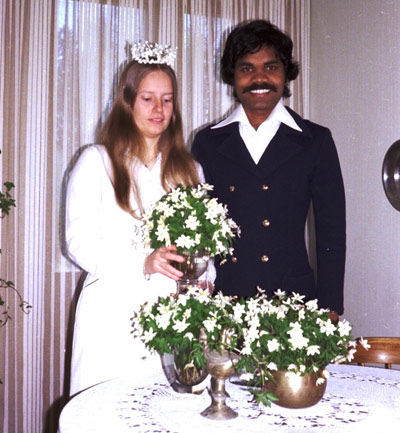
Pradyumna et Charlotte le jour de leur mariage le 10 janvier 1979

N'ayant pas suffisamment d'argent pour rejoindre sa femme par avion, P.K. Mahanandia décide d'entreprendre son voyage à vélo. Il revend tout ce qu'il possède pour s'acheter un vélo d'occasion et part le 22 janvier 1977. Il roule environ 70 kilomètres par jour et paie sa nourriture et son hébergement en réalisant des portraits de personnes rencontrées sur la route. Il lui arrive de faire une partie du parcours sur des camions qui croisent sa route ; il dort souvent à la belle étoile ou est accueilli chez des gens. Il traverse ainsi le Pakistan, l'Afghanistan puis l'Iran avant d'arriver en Turquie. De là, il pédale jusqu'à Vienne en Autriche, et termine son voyage en train jusqu'à Göteborg, où il arrive le 28 mai 1977, après avoir effectué plus de 7 000 kilomètres à vélo.
Le couple s'est remarié en Suède et ils ont eu deux enfants : Siddharth et Emelie. Ils résident désormais dans la ville natale de Charlotte von Schedvin à Borås.

## Postérité
Mahanandia est connu en Suède en tant qu'artiste et travaille comme conseiller en art et culture pour le gouvernement suédois. Ses peintures ont été exposées dans des grandes villes du monde et sont imprimées dans les cartes de vœux de l'UNICEF. Le 4 janvier 2012, il a reçu un doctorat honorifique de l'université de la culture Utkal (en) (UUC) à Bhubaneshwar, Odisha. Il a également été désigné comme ambassadeur culturel d'Odisha en Suède par le gouvernement d'Odisha.
En 2014 paraît la traduction française du livre de Per J Andersson (sv) racontant son périple de l'Inde vers la Suède : La véritable histoire d'un Indien qui fit 7 000 km à vélo par amour. 
En 2010, le cinéaste indien Sanjay Leela Bhansali avait également indiqué vouloir adapter le roman en film.